# Elymus cheniae
Elymus cheniae är en gräsart som först beskrevs av Lian Bing Cai, och fick sitt nu gällande namn av Guang Hua Zhu. Elymus cheniae ingår i släktet elmar, och familjen gräs. Inga underarter finns listade i Catalogue of Life.